# Ceres (planeta anão)
Ceres (na designação de planeta menor 1 Ceres; símbolo: ) é um planeta anão localizado no cinturão de asteroides entre Marte e Júpiter, sendo o maior dos asteroides. Desde sua descoberta em janeiro de 1801 por Giuseppe Piazzi, Ceres recebeu diversas classificações, sendo inicialmente considerado planeta e posteriormente asteroide. Em 2006 foi enquadrado na categoria de planeta anão.
Possui um formato arredondado e uma superfície escura cheia de crateras. É constituído possivelmente por um núcleo rochoso circundado por um manto de gelo. Sua superfície, conforme anteriormente observado pelo Telescópio Espacial Hubble, apresenta regiões mais escuras, além de locais de brilho proeminente, de natureza ainda desconhecida. O planeta anão possui uma tênue atmosfera formada sobretudo por vapor de água que sublima e deixa a superfície. Ceres é possivelmente um planetesimal remanescente do período de formação e evolução do Sistema Solar. Atualmente, aparenta ser geologicamente inerte.
Em 2007, foi lançada a sonda Dawn, da NASA, que fez uma passagem por Vesta e entrou em órbita ao redor de Ceres em 6 de março de 2015. Fotografias de resolução não obtida anteriormente foram tiradas a partir de janeiro de 2015 conforme a Dawn se aproximou de Ceres, revelando uma superfície coberta de crateras. Um ponto brilhante visto anteriormente em imagens do Telescópio Espacial Hubble foi observado como duas formações distintas de alto albedo no interior de uma cratera, consistentes com material reflexivo contendo gelo ou sais. Foi inicialmente especulado que esses pontos teriam origem criovulcânica, mas isso foi considerado improvável.

## Descoberta
Ceres é praticamente invisível quando observado a olho nu. Quando encontra-se em oposição e próximo ao periélio, pode atingir uma magnitude aparente máxima de +6,7. Esse brilho é considerado muito fraco para ser observado a olho nu, mas sob condições excepcionais de observação Ceres pode ser encontrado sem o uso de equipamentos. Somente Vesta pode atingir uma magnitude similar e também, durante raras oposições próximas ao periélio, 2 Palas e 7 Íris apresentam brilho semelhante.

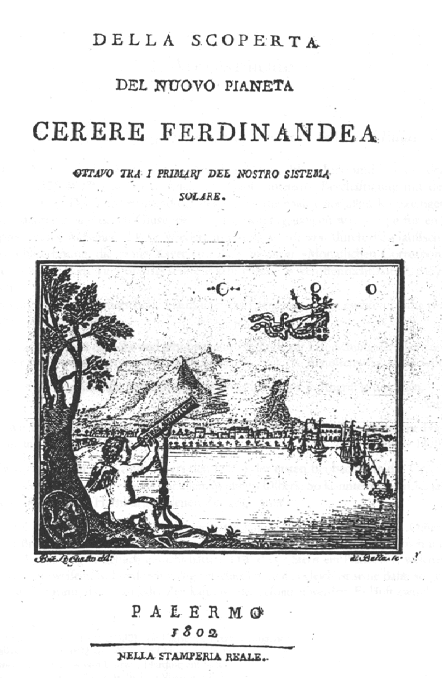
Livro de Piazzi "Della scoperta del nuovo pianeta Cerere Ferdinandea" destacando a descoberta de Ceres, um "planeta" dedicado a Fernando I das Duas Sicílias.

Johann Elert Bode, em 1772, sugeriu que um planeta desconhecido poderia existir entre as órbitas de Marte e Júpiter. Kepler já havia percebido uma lacuna entre os dois planetas em 1596. Bode baseou sua ideia na lei de Titius-Bode, uma hipótese agora desacreditada que Johann Daniel Titius propôs em 1766, observando que havia um padrão regular nos semieixos maiores dos planetas conhecidos na época, exceto por um lacuna existente entre Marte e Júpiter, a 2,8 unidades astronômicas (UA), que seria preenchida pela existência de um planeta a essa distância do Sol. Com a descoberta de Urano por William Herschel em 1781, próximo à distância predita pela lei de Titius-Bode, a crença nela aumentou, e em 1800, um grupo chefiado por Franz Xaver von Zach, editor do periódico Monatliche Correspondenz, enviou convocações para 24 astrônomos experientes (apelidados de "polícia celeste"), pedindo para que unissem seus esforços e iniciassem uma busca metódica pelo planeta. Apesar de o grupo não ter descoberto Ceres, eles posteriormente encontraram vários grandes asteroides.
Um dos astrônomos selecionados para a busca foi Giuseppe Piazzi da Academia de Palermo, Sicília. Antes de receber o convite para se juntar ao grupo de buscas, Piazzi descobriu Ceres independentemente em 1º de janeiro de 1801. Ele estava procurando pela "87ª [estrela] do Catálogo de Estrelas Zodiacais de Mr la Caille", mas viu que esta "era precedida por outra". Ao invés de uma estrela, Piazzi havia encontrado um objeto em movimento, o qual ele inicialmente pensou se tratar de um cometa. Piazzi observou Ceres por um total de 24 vezes, a última em 11 de fevereiro de 1801, quando uma doença o impediu de continuar as observações. Ele anunciou sua descoberta em 24 de janeiro de 1801 em cartas para somente dois de seus colegas astrônomos, seu compatriota Barnaba Oriani de Milão e Bode de Berlim. Ele relatou esse objeto como sendo um cometa mas "uma vez que seu movimento é lento e praticamente uniforme, me ocorreu várias vezes que isto poderia ser algo melhor que um cometa". Em abril, Piazzi enviou suas observações completas para Oriani, Bode e Jérôme Lalande em Paris. A informação foi publicada na edição de setembro de 1801 do Monatliche Correspondenz.
Durante esse período, a posição aparente de Ceres havia mudado (principalmente devido ao movimento orbital da Terra), estando perto demais do Sol, impedindo que outros astrônomos confirmassem a descoberta de Piazzi. Próximo ao fim do ano, Ceres se tornaria visível novamente, mas após tanto tempo era difícil prever sua posição exata. Para reencontrar Ceres, Carl Friedrich Gauss, na época com 24 anos, desenvolveu um método eficiente de determinação orbital. Em somente algumas semanas, ele calculou a trajetória de Ceres e enviou seus resultados para von Zach. Em 31 de dezembro de 1801, von Zach e Heinrich W. M. Olbers reencontraram Ceres próximo à posição predita.
Os primeiros observadores eram capazes de calcular o tamanho de Ceres com precisão de cerca de uma ordem de magnitude. Herschel subestimou seu tamanho como sendo somente 260 km em 1802, enquanto que em 1811 Johann Hieronymus Schröter superestimou seu diâmetro como sendo 2 613 km.

### Nomeação
Piazzi originalmente sugeriu o nome Cerere Ferdinandea para o objeto descoberto, em homenagem à deusa Ceres (Deusa romana da agricultura, Cerere em italiano) e ao rei Fernando I das Duas Sicílias. "Ferdinandea", entretanto, não foi aceito por outras nações e deixou de ser usado. Ceres foi chamado por um curto período de Hera na Alemanha. Na Grécia, recebe a denominação de Deméter (Δημήτηρ), a deusa equivalente na mitologia Grega à deusa romana Ceres. O antigo símbolo astronômico de Ceres era uma foice (), similar ao símbolo de Vênus (), mas com uma interrupção no círculo. Existiu uma variação do símbolo (), desenhado sob a influência da letra inicial "C" de "Ceres". Estes símbolos foram posteriormente substituídos com o símbolo genérico de asteroides, que é um disco com o número do asteroide, no caso de Ceres ①.
O elemento químico cério, descoberto em 1803, recebeu este nome em referência a Ceres. No mesmo ano outro elemento químico também tinha sido inicialmente nomeado em referência a Ceres, mas quando o elemento cério foi nomeado sua denominação foi alterada para paládio, em honra ao segundo asteroide 2 Palas.

### Classificação
A categorização de Ceres mudou mais de uma vez e foi motivo de desentendimentos. Johann Elert Bode acreditava que Ceres era o "planeta faltante" que ele propôs existir entre Marte e Júpiter, a 2,8 UA do Sol. Ceres recebeu um símbolo planetário e permaneceu listado como planeta em livros de astronomia e tabelas (assim como 2 Palas, 3 Juno e 4 Vesta) por mais de meio século.
Enquanto outros objetos eram descobertos nas vizinhanças de Ceres, percebeu-se que ele representava o primeiro de uma nova classe de objetos. Em 1802, com a descoberta de Palas, William Herschel criou o termo asteroide ("parecido com estrela") para designar estes corpos escrevendo que "eles lembram tanto pequenas estrelas que dificilmente são distinguidos destas, mesmo com excelentes telescópios". Como foi o primeiro desta nova classe a ser descoberto, Ceres recebeu a designação de 1 Ceres sob o sistema moderno de numeração de planetas menores. Na década de 1860, a existência de diferenças fundamentais entre asteroides como Ceres e os planetas propriamente ditos foi largamente aceita, embora uma definição precisa do termo "planeta" ainda não tinha sido criada.
Em 2006 o debate sobre Plutão e a definição de planeta fez com que Ceres pudesse ser reconsiderado um planeta. A proposta anterior da União Astronômica Internacional para a definição de planeta afirmava que que um planeta "é um corpo celeste que (a) tenha massa suficiente de forma que sua própria gravidade supere as forças de corpo rígido de forma que tenha uma forma em equilíbrio hidrostático (arredondada) e (b) está em órbita de uma estrela e não é outra estrela ou um satélite de um planeta". Se esta resolução tivesse entrado em vigor, Ceres seria o quinto planeta a partir do Sol. Essa definição não foi aceita, e em 24 de agosto de 2006 uma definição modificada foi adotada, tendo o requisito adicional de que um planeta deveria "dominar sua própria órbita". Nesta definição, Ceres não é um planeta pois não domina sua órbita, compartilhando-a com milhares de outros asteroides no cinturão de asteroides e constituindo apenas um terço da massa do cinturão. Corpos que se enquadram na primeira proposição mas não na segunda, como Ceres, foram então classificados como planetas anões.
Assume-se eventualmente que Ceres foi reclassificado como planeta anão, e que portanto não é mais considerado um asteroide. O Minor Planet Center afirma que estes corpos podem ter uma designação dupla. A decisão da União Astronômica Internacional em 2006 que classificou Ceres como um planeta anão não apontou se ele é ou não um asteroide. De fato a UAI não possui uma definição formal de asteroide, utilizando com maior frequência o termo 'planeta menor' até 2006, e preferindo os termos 'corpo menor do Sistema Solar' ou 'planeta anão' após 2006.

## Características

Comparação de tamanho entre os dez primeiros asteroides descobertos e a Lua. Ceres é o primeiro à esquerda.

Ceres é o maior objeto no cinturão de asteroides. Sua massa foi determinada a partir da análise da influência que exerce sobre os asteroides menores, havendo pequenas diferenças de resultados entre diversas pesquisas. A média dos três resultados mais precisos (em 2008) é de 9,4×1020 kg. Com esta massa Ceres possui cerca de um terço da massa total estimada do cinturão de 3,0 ± 0,2×1021 kg, e 4% da massa da Lua. Sua massa é suficiente para lhe dar uma forma quase esférica em equilíbrio hidrostático. Sua densidade de aproximadamente 2 100 kg/m³ sugere que seja formado principalmente por água (25%) e silicatos, além de uma pequena fração de outros compostos.

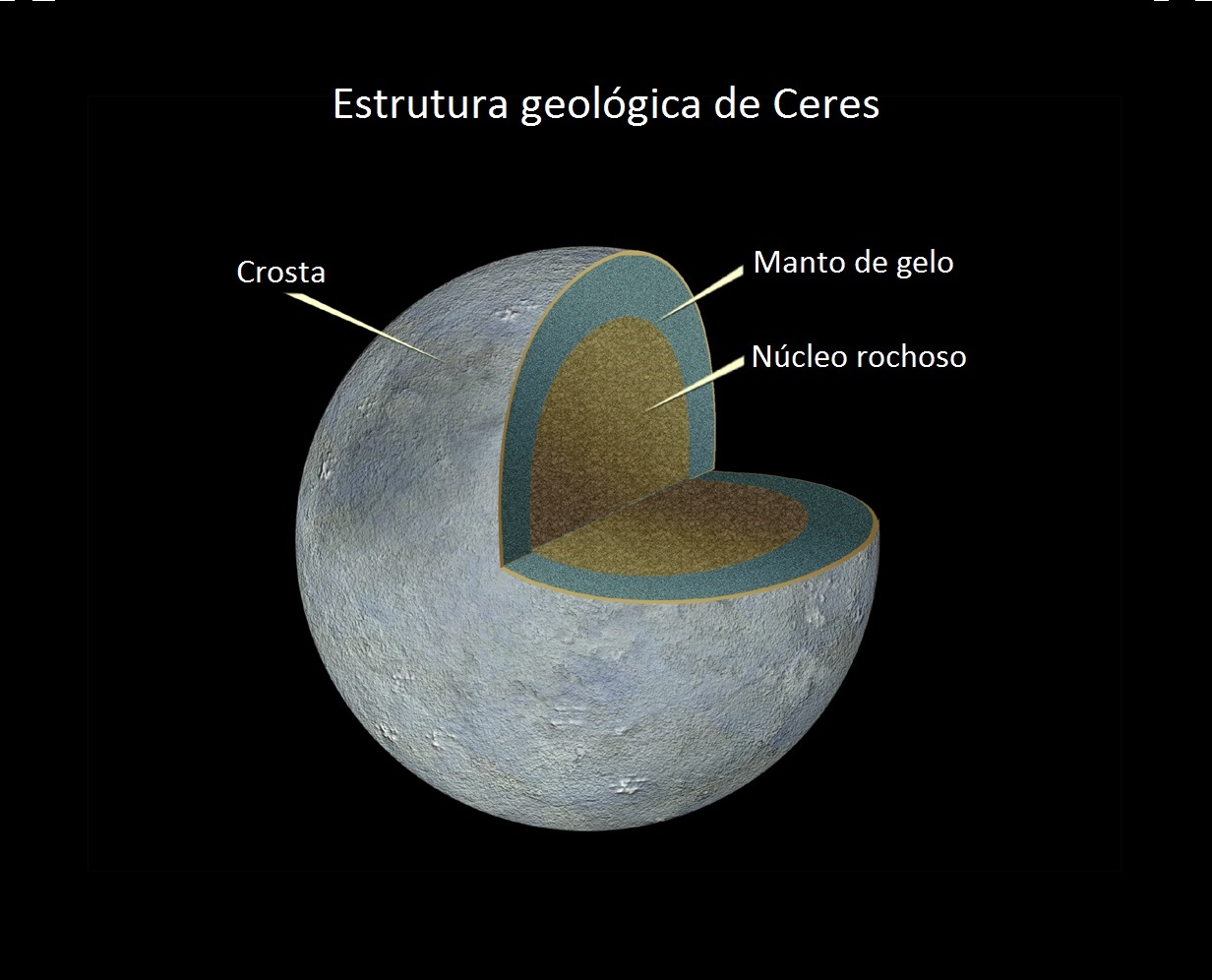
Diagrama exibindo a provável estrutura interna de Ceres.

### Estrutura interna
O achatamento de Ceres é consistente com o de um corpo diferenciado, com um núcleo rochoso cercado por um manto de gelo. Este manto, cuja espessura é de 100 quilômetros (correspondente a 23%-28% da Ceres e 50% de seu volume), contém 200 milhões de quilômetros cúbicos de água, o que é maior que a quantidade de água doce da Terra. Este resultado é apoiado por observações feitas pelo telescópio Keck em 2002 e por modelos de evolução planetária. Ceres tem mais hidrogênio abaixo de sua superfície perto dos pólos.  Algumas características de sua superfície e história (como a distância ao Sol, a qual diminui a intensidade da radiação solar o suficiente para permitir que compostos com baixos pontos de congelamento fossem incorporados durante sua formação), apontam para a presença de materiais voláteis em seu interior. Já foi sugerido que uma camada remanescente de água líquida pode ter sobrevivido até o presente debaixo de uma camada de gelo.
Uma outra teoria sugere que a forma e as dimensões de Ceres podem ser explicadas por um interior poroso parcialmente diferenciado ou sem diferenciação alguma. A presença de uma camada de rocha sobre o gelo seria gravitacionalmente instável. Se alguma parte dos depósitos de rocha afundaram numa camada diferenciada de gelo, depósitos de sal se formariam, mas estes não foram encontrados. Portanto é possível que Ceres não contenha uma grande camada de gelo, mas que foi formado na verdade por asteroides de baixa densidade com componentes aquosos. O decaimento de isótopos radioativo pode não ter produzido calor suficiente para causar a diferenciação.

### Superfície

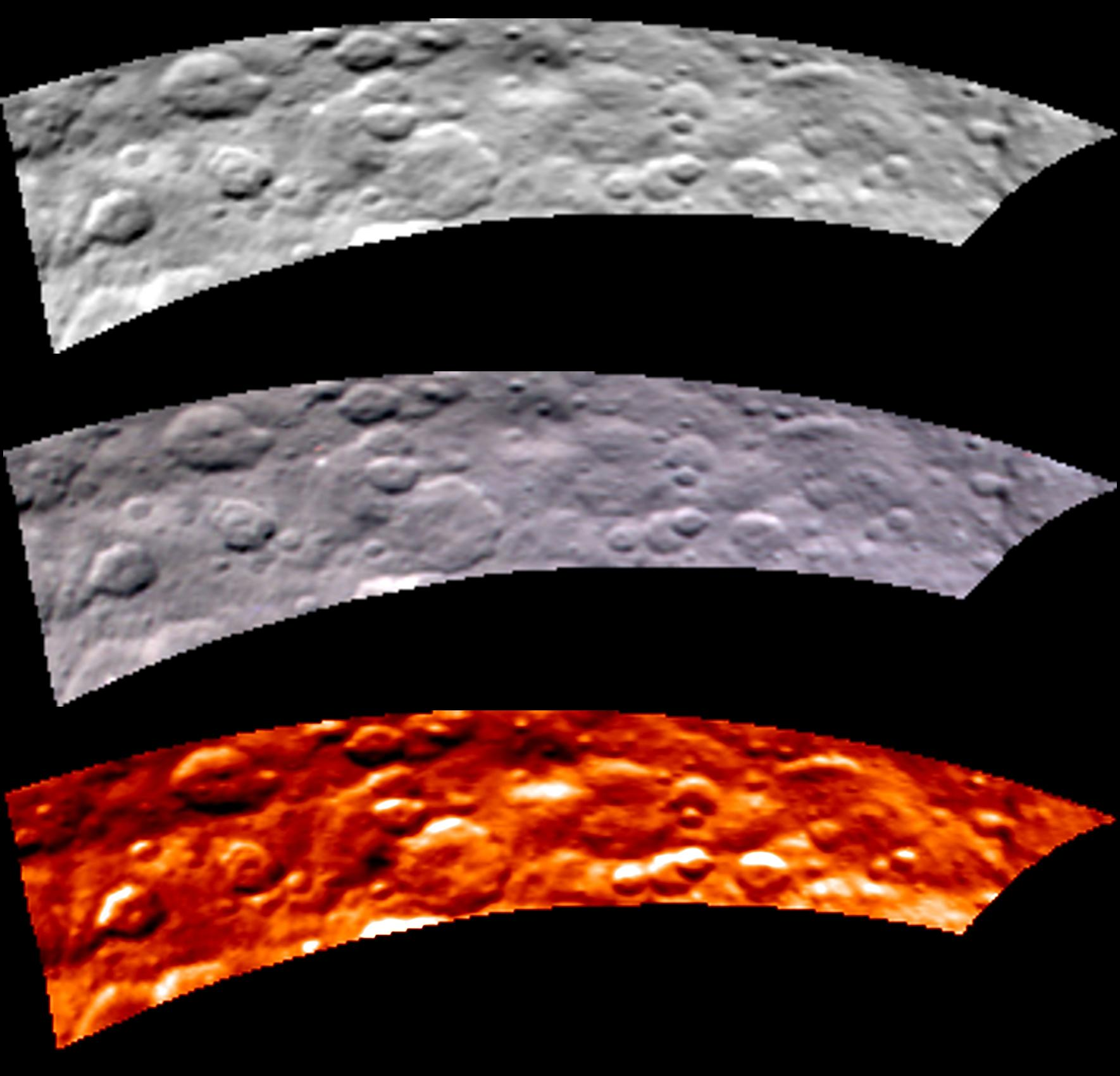
Espectrômetro de mapeamento de Ceres.

A composição superficial de Ceres é similar à dos asteroides do tipo C, de acordo com a classificação espectral de asteroides. No entanto existem algumas diferenças. As características predominantes de Ceres observadas no infravermelho são típicas de materiais hidratados, o que indica a presença de quantidades significativas de água em seu interior. Outros possíveis constituintes incluem materiais argilosos ricos em ferro (cronstedtita) e minerais de carbonato (dolomita e siderita), que são comuns em meteoritos condritos carbonáceos. A presença de carbonatos e minerais argilosos no espectro são geralmente ausentes em outros asteroides do tipo C. Por vezes, Ceres é classificado como um asteroide do tipo G, principalmente pelo fato de apresentar uma forte absorção no espectro ultravioleta, o que não acontece nos asteroides da família C. Nas fotos de alta resolução de imagem de 35 metros por pixel, Kupalo, uma das crateras mais jovens em Ceres, exibe um material brilhante exposto na borda, o que poderia ser sais, e a sua superfície plana provavelmente formada a partir de material derretido por impacto e detritos.
A superfície de Ceres é relativamente quente. A temperatura máxima quando o Sol está a pino no planeta anão foi estimada em 235 K (cerca de −38 °C), baseada em medições de 5 de maio de 1991.
Antes da missão Dawn, poucas características superficiais de Ceres haviam sido detectadas. Imagens em alta resolução do Telescópio Espacial Hubble tomadas em ultravioleta em 1995 mostraram uma mancha escura em sua superfície, que foi apelidada "Piazzi" em honra ao descobridor do planeta anão. Inicialmente pensou-se ser uma cratera. Posteriormente, imagens no infravermelho próximo tomadas ao longo de uma rotação completa no Observatório Keck usando óptica adaptativa mostraram várias feições claras e escuras se movendo conforme sua rotação. Duas manchas escuras possuíam formato circular, presumindo-se serem crateras, uma delas com uma região central esbranquiçada e a outra identificada como a mancha de "Piazzi", que havia sido identificada anteriormente. Observações mais recentes com o Hubble ao longo de uma rotação completa feitas entre 2003 e 2004 mostraram onze formações superficiais distinas, cuja natureza é desconhecida. Uma dessas manchas corresponde à formação "Piazzi"  observada anteriormente.

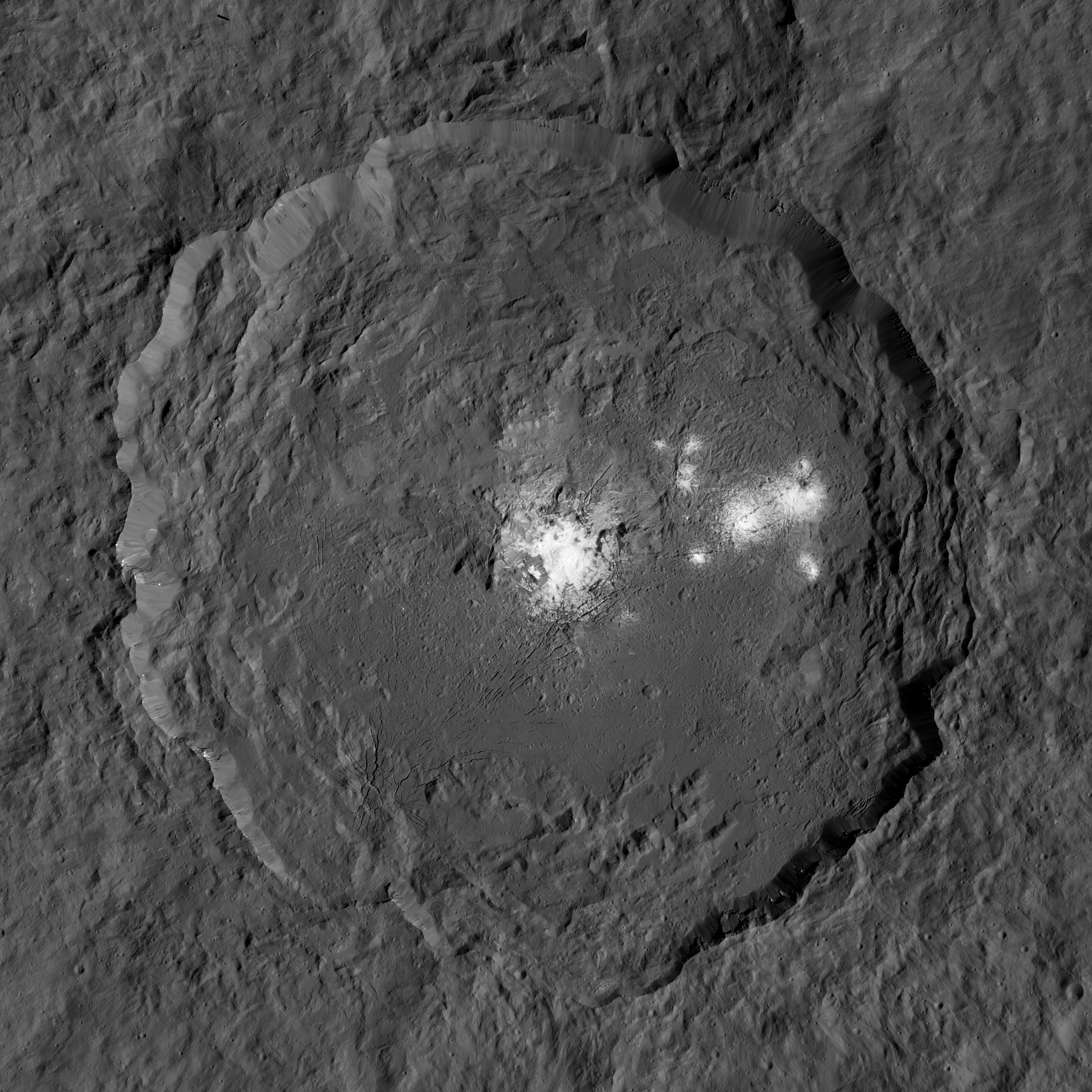
Manchas brilhantes.

Uma mancha brilhante e proeminente, oficialmente chamada "característica número 5", foi detectada em Ceres dentro de uma cratera de largura de 80 quilômetros, primeiramente avistada como uma área com um ligeiro aumento de reflexividade, que representa um albedo 9% maior do que a superfície circundante. Até o começo de 2015, não havia confirmação de sua natureza, mas uma hipótese era que mancha branca brilhante seria um corpo de água congelada no fundo de uma cratera, refletindo a luz do sol. A sonda Dawn, em janeiro de 2015, tirou as imagens de mais alta resolução do planeta anão, que eram mais definidas do que a imagem da mancha fotografadas pelo Hubble. Junto com a mancha branca enigmática, estas últimas imagens revelaram mais manchas escuras que poderiam ser crateras. No final de janeiro de 2015, Marc Rayman, o engenheiro-chefe e diretor da missão Dawn disse: "No momento, nenhuma das características específicas podem ser resolvidas, incluindo o ponto branco. Nós não sabemos o que a mancha branca é, mas certamente é intrigante". Em março, Andreas Nathues, o principal pesquisador de enquadramento da câmera da sonda Dawn, disse que a mancha brilhante tem características espectrais consistentes com gelo, sugerindo que a mancha pode ser vapor de água acima da borda da cratera e no espaço. Em 9 de maio, Dawn começou a fazer o seu caminho para órbitas mais baixas para melhorar a visão e fornecer observações de alta resolução, e em 16 de maio, quando a nave orbitava a 7 200 km (4 500 milhas) sobre o planeta anão, a sonda tirou fotos, parte de uma seqüência de imagens gravadas para fins de navegação, que levou os cientistas da missão a concluírem que o brilho intenso das manchas é devido a reflexão da luz solar por um material altamente reflexivo na superfície, possivelmente gelo.
A presença de compostos orgânicos bem como a abundância de gelo de água pode ser de especial interesse para a astrobiologia. Alguns fatores, como a energia solar recebida por Ceres, a troca de material entre as camadas inferiores e a superfície e a grande quantidade de corpos menores do Sistema Solar exterior que eventualmente colidem com Ceres, podem favorecer a existência de vida no planeta anão.

### Atmosfera
Há indícios de que Ceres possua uma tênue atmosfera e contenha uma fina camada de gelo (similar a geada) sobre a superfície. Gelo superficial é instável a distâncias de menos de 5 UA do Sol, por isso espera-se que ele passe por sublimação quando exposto à radiação solar. O gelo pode migrar das camadas inferiores de Ceres para a superfície, mas escapa para o espaço muito rapidamente. Por causa disso, é difícil detectar a vaporização da água. Água escapando das regiões polares de Ceres foi possivelmente observada no início da década de 1990, mas não foi confirmada. Talvez seja possível detectar água em escape nos arredores de uma recente cratera de impacto ou em rachaduras na subsuperfície de Ceres. Observações em ultravioleta feitas pelo satélite International Ultraviolet Explorer detectaram quantidades significativas do íon hidróxido perto do polo norte do planeta anão, o que é um produto da dissociação do vapor de água pela radiação ultravioleta solar.
No início de 2014, utilizando dados do Observatório Espacial Herschel, descobriu-se que existem várias fontes localizadas de vapor de água em latitudes médias (cada uma com diâmetro não superior a 60 km), cada uma liberando cerca de 1026 moléculas (ou aproximadamente 3  kg) de água por segundo. Duas potenciais fontes, designadas Piazzi (123° L, 21°N) e Região A (231°L, 23°N), foram visualizadas pelo Observatório de Keck no infravermelho próximo como áreas escuras (Região A possui ainda um centro brilhante). Possíveis mecanismos para a liberação de vapor são a sublimação de uma superfície exposta de gelo de 0,6 km2, ou erupções criovulcânicas resultantes do calor interno gerado por decaimento radioativo. Espera-se que a taxa de sublimação superficial diminua conforme Ceres se afasta do Sol em sua órbita excêntrica, enquanto emissões internas não seriam afetadas pela posição orbital. Os dados limitados são mais consistentes com sublimação do tipo cometária. A sonda Dawm chegou a Ceres em 2015, enquanto o planeta anão se aproxima de seu afélio, o que pode diminuir sua capacidade de observar o fenômeno.

## Órbita
| Elemento orbital                             | a (em UA) | e        | i         | Período (em dias) |
| -------------------------------------------- | --------- | -------- | --------- | ----------------- |
| Elementos orbitais próprios                  | 2,7671    | 0,116198 | 9,647435  | 1 681,60          |
| Órbita osculante (Época 23 de julho de 2010) | 2,7653    | 0,079138 | 10,586821 | 1 679,66          |
| Diferença                                    | 0,0018    | 0,03706  | 0,939386  | 1,94              |

Ceres segue uma órbita ao redor do Sol entre Marte e Júpiter, no cinturão de asteroides, com período orbital de 4,6 anos terrestres. Sua órbita é moderadamente inclinada (i=10,6°, em comparação a 7° de Mercúrio e 17° de Plutão) e moderadamente excêntrica (e = 0,08, comparável a de 0,09 de Marte). O período de rotação de Ceres tem duração de 9 horas e 4 minutos. As últimas observações determinaram também que o polo norte de Ceres aponta na direção de ascensão reta 19 h 24 min (291°) e declinação +59°, na constelação de Draco. Isto significa que a inclinação axial de Ceres é muito pequena, aproximadamente 3°.

Diagrama da órbita de Ceres (em azul) em vista superior e vista frontal.

No passado, acreditava-se que Ceres era membro de uma família de asteroides. Os asteroides dessa família possuem elementos orbitais similares, o que pode indicar uma origem comum através de uma colisão de asteroides em algum momento no passado. Mais tarde, entretanto, descobriu-se que Ceres possui propriedades espectrais diferentes dos membros dessa família, que passou a ser chamada família Gefion, nomeada a partir de seu membro de menor número, 1272 Gefion. Ceres parece ser meramente um intruso nesta família, coincidentemente tendo elementos orbitais similares, mas não uma origem comum.
Ceres está muito próximo de uma ressonância orbital 1:1 com Palas (seus períodos orbitais diferem em 0,3%). Entretanto, uma ressonância verdadeira entre os dois seria improvável. Devido às suas massas reduzidas e às grandes distâncias entre si, tais relações gravitacionais entre asteroides são muito raras.

## Origem e evolução

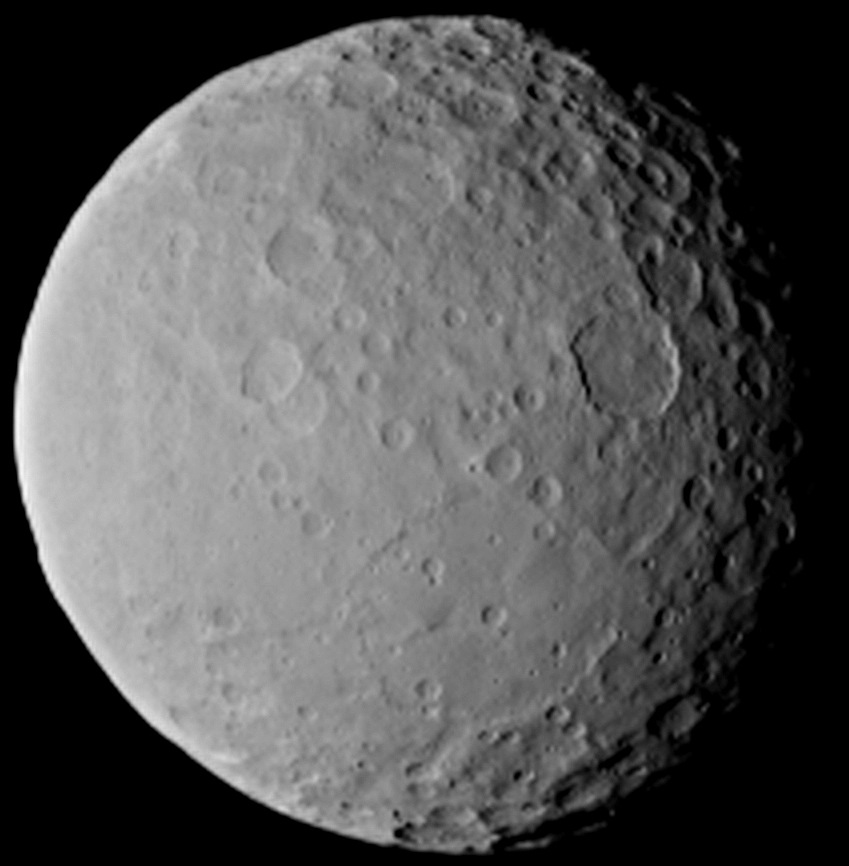
A sonda Dawn revelou detalhes da superfície cheia de crateras de impacto de Ceres.

Ceres é provavelmente um protoplaneta remanescente, que se formou há 4,57 bilhões de anos no cinturão de asteroides. Apesar de a maioria dos protoplanetas do interior do Sistema Solar (incluindo todos os corpos com tamanho entre o da Lua e de Marte) terem se fundido com outros planetas para formarem os planetas telúricos ou terem sido ejetados do Sistema Solar por Júpiter, acredita-se que Ceres tenha sobrevivido relativamente intacto. Uma teoria alternativa sugere que Ceres se formou no cinturão de Kuiper e posteriormente migrou para o cinturão de asteroides. Vesta, outro possível protoplaneta, possui menos da metade do tamanho de Ceres, e perdeu aproximadamente 1% de sua massa por conta de um grande impacto após solidificar-se. Ceres e outros grandes asteroides, se tiverem se formado próximo às suas posições atuais, teriam resistido a uma fase caótica do Sistema Solar, em que os planetesimais colidiam entre si ou eram ejetados para longe do Sol, durante a migração planetária.
A evolução geológica de Ceres foi dependente das fontes de calor disponíveis durante e após sua formação: fricção por acreção de planetesimais, e decaimento de vários radioisótopos (possivelmente incluindo elementos de meia vida curta como 26Al). Estas fontes podem ter sido suficientes para permitir a diferenciação em um núcleo rochoso e um manto de gelo logo após sua formação. Este processo pode ter causado renovação da superfície por vulcanismo e atividade tectônica, apagando características geológicas mais antigas. Devido ao seu tamanho reduzido, Ceres teria se resfriado rapidamente após sua formação, fazendo com que o processo de renovação da superfície cessasse. Qualquer gelo em sua superfície teria gradualmente sublimado, deixando vários minerais hidratados como argilas e carbonatos.
Atualmente, Ceres aparenta ser um corpo geologicamente inativo, com superfície esculpida somente por crateras de impacto. A presença de quantidades significativas de gelo de água em sua composição levanta a possibilidade de que Ceres teve ou tem uma camada de água líquida em seu interior. Esta camada hipotética é frequentemente chamada de "oceano". Se tal camada de água líquida existir, estaria localizada entre o núcleo de rocha e o manto de gelo, similar ao oceano que pode existir em Europa. A existência deste oceano é mais provável se solutos (como sais), amônia, ácido sulfúrico ou outros compostos anticongelantes estiverem presentes. A existência deste oceano, entretanto, faria com que a crosta fosse gravitacionalmente instável e afundasse, trazendo à superfície o gelo das camadas inferiores, que se perderia no espaço apagando características geológicas superficiais antigas, como crateras de impacto.

## Exploração

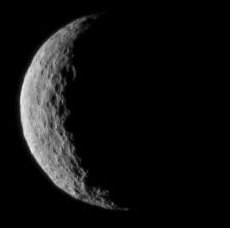
Ceres fotografado pela Dawn em 1º de março de 2015, cinco dias antes de entrar em órbita do planeta anão

Em 1981, uma proposta para uma missão para um asteroide foi submetida na Agência Espacial Europeia (ESA). Nomeada de Análise de Radar, Ótica e Gravitacional de Asteroides (Asteroidal Gravity Optical and Radar Analysis, AGORA), esta sonda espacial seria lançada entre 1990 e 1994 e faria duas passagens por grandes asteroides, onde o alvo principal seria Vesta. A sonda chegaria ao cinturão de asteroides por assistência gravitacional de Marte ou por um propulsor de íons. Entretanto, a proposta foi recusada. Uma missão conjunta entre a NASA e a ESA foi proposta, o Orbitador de Múltiplos Asteroides com Propulsão Solar Elétrica (Multiple Asteroid Orbiter with Solar Electric Propulsion, MAOSEP), com possíveis planos para orbitar Vesta. A NASA, entretanto, indicou que não estava interessada em uma missão para asteroides. Então, a ESA iniciou um estudo tecnológico de uma sonda espacial movida com íons. Outras missões foram propostas no fim da década de 1980 pela França, Alemanha, Itália e Estados Unidos, mas nenhuma foi aprovada.

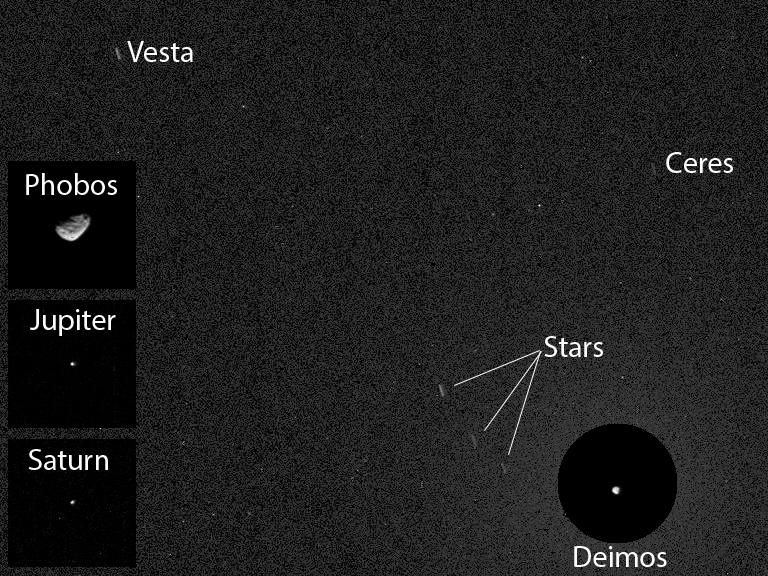
Primeira imagem de asteroides (Ceres e Vesta) obtidas a partir de Marte, pela sonda Curiosity em 20 de abril de 2014.

No início da década de 1990, a NASA iniciou o Programa Discovery, que era destinado a ser uma série de missões científicas com custos reduzidos. Em 1996, a equipe de estudos do programa recomendou uma missão de alta prioridade para explorar o cinturão de asteroides utilizando uma sonda com propulsão de íons. O financiamento para esta missão permaneceu problemático por vários anos, mas em 2004 a sonda espacial Dawn havia passado a parte principal de revisão do projeto.
A sonda foi lançada em 27 de setembro de 2007, como a primeira missão espacial destinada a Ceres. Em 3 de maio de 2011, Dawn fez a primeira imagem do seu destino, a 1,2 milhão de quilômetros de Vesta. Após orbitar Vesta por 13 meses, Dawn utilizou sua propulsão de íons para partir em direção a Ceres, com inserção orbital ao redor do planeta anão ocorrida em 6 de março de 2015, quatro meses antes da missão New Horizons chegar a outro planeta anão, Plutão, em julho, tornando Ceres o primeiro planeta anão visitado por uma sonda espacial.
Era previsto que a sonda entraria na órbita de Ceres a uma altitude de 5 900 km. Posteriormente, a sonda iria reduzir sua distância para 1 300 km após cinco meses de estudo, e depois para somente 700 km após mais cinco meses. A sonda Dawn levou sete anos e meio para chegar ao planeta, enquanto a missão deve se estender por pelo menos quatorze meses. A instrumentação da sonda inclui uma câmera, um espectrômetro visual e infravermelho e um detector de raios gama e nêutrons. Estes instrumentos vão obter dados sobre a forma e a composição do planeta anão.

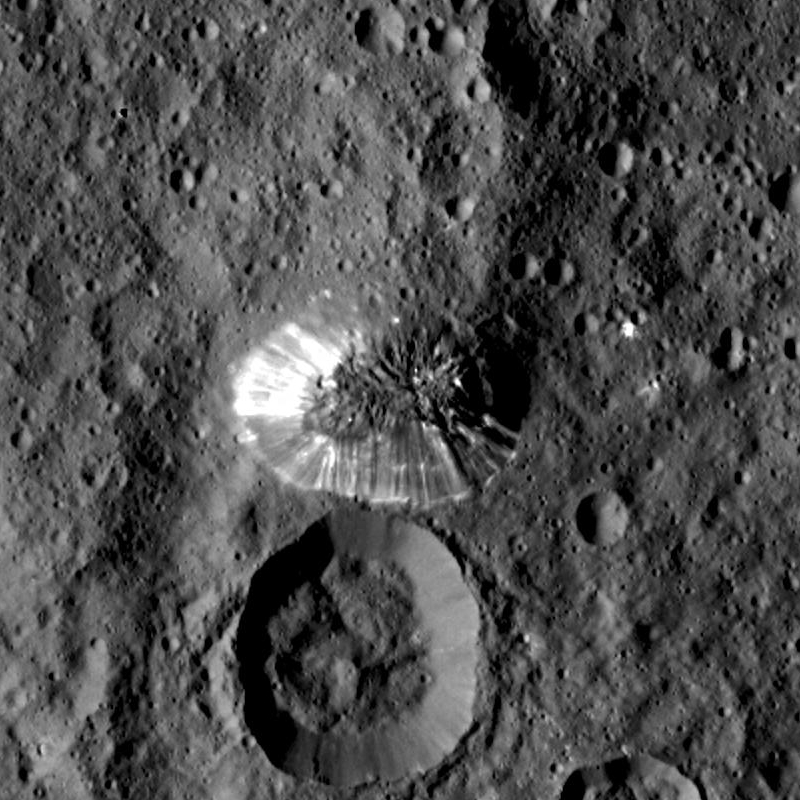
Ahuna Mons.

Em 13 de janeiro de 2015, Dawn fez as primeiras imagens comparáveis à resolução do telescópio Hubble, revelando pelo menos duas crateras de impacto importantes, além de pequenos locais com altos albedos, nos mesmos locais de observações anteriores. Sessões adicionais de fotos foram sendo tomadas em resoluções cada vez maiores de janeiro a abril, antes da captura gravitacional da sonda, quando começam as observações completas.
A nave espacial, Dawn, está agendada para passar muito mais perto de Ceres em 30 de junho de 2015, descendo de sua altitude atual de 4 350 km a apenas 1 450 km sobre a superfície do planeta anão e melhores observações da superfície de Ceres serão feitas. Dawn usa um conjunto de instrumentos para analisar a luz refletida Ceres, ajudando assim os cientistas a identificar os minerais na superfície do planeta anão. Neste momento, as manchas brilhantes são ainda consideradas serem gelo ou sal. A Dawn também tirou uma foto de uma montanha que tem cerca de 6 quilômetros de altura e 15 km de largura na base, que se projeta de uma área da superfície, de maneira geral lisa, de Ceres.
A Agência Espacial Chinesa planeja uma missão para retorno de amostra de Ceres que ocorreria durante a década de 2020.